# Güttinger Wald

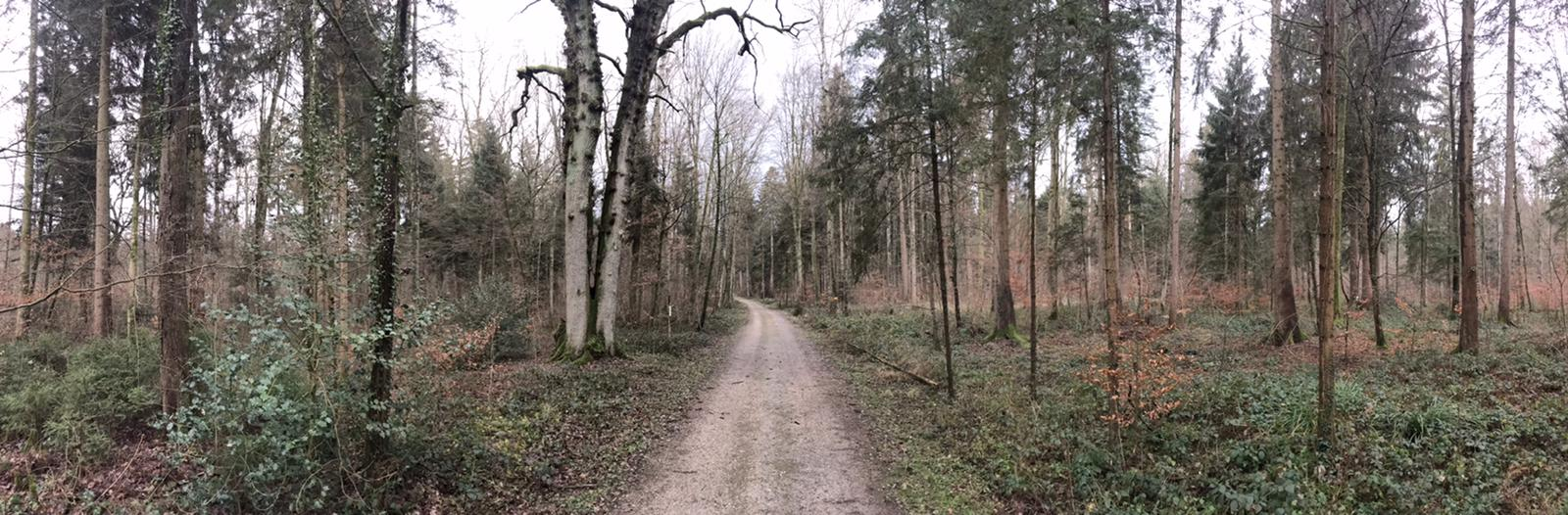
Güttinger Wald im Winter

Der Güttinger Wald ist ein Wald der gleichnamigen Gemeinde im Kanton Thurgau in der Schweiz. Er liegt auf dem Seerücken und erstreckt sich über eine Fläche von 600 Hektar. Besonderes Merkmal ist die grösste zusammenhängende Eichenfläche der Schweiz.

## Beschreibung
Der Güttinger Wald besteht aus 14 verschiedenen Waldgesellschaften, von denen die grössten vier fast 95 % der gesamten Fläche des Waldes bedecken. Der Güttinger Wald hat eine Naturnähe von 71 %. Die Fichte ist mit 27 % des Gesamtvorrats der grösste Anteil des Waldes. Die Esche und Eiche sind mit 22 % bzw. 20 % des Gesamtvorrates auf Platz zwei und drei.
Bis gegen die 1950er-Jahre wurde die Mittelwaldbewirtschaftung betrieben. Im Verlauf der Jahre wandelte sich diese immer mehr zu einem nachhaltigen Waldbetrieb. Besonders die Eiche wird geschützt und nachhaltig angepflanzt.

## Funktion
Die Hauptfunktion des Güttinger Waldes ist die Holzproduktion. Sie wird auf 90 % der gesamten Waldfläche betrieben. Dabei ist die Baumzusammensetzung standortgerecht. Wertvolle und stabile Waldbestände werden zudem durch richtige Baumartenwahl sowie Holzerntetechnologie und Waldpflege erhalten.
Die Erhaltung der Biodiversität ist ebenfalls eine wichtige Funktion des Güttinger Waldes. Vor allem der Eiche wird besondere Aufmerksamkeit geschenkt. So bestehen Vereinbarungen, welche die Eichennutzung einschränken oder ganz verbieten. Zur Erhaltung des Lebensraumes für seltene Vogelarten werden auf der ganzen Waldfläche ausgewählte Höhlenbäume und Dürrständer erhalten.
Der Güttinger Wald dient ausserdem als Naherholungsgebiet für die Bevölkerung.

## Geschichte
Während des Mittelalters war der Güttinger Wald Eigentum des Konstanzer Bischofs. Bereits 1557 hatte die Güttinger Gemeinde versucht, das Eigentumsrecht des Bistums Konstanz am Oberen Wald anzuzweifeln. Doch das Bistum konnte seinen Anspruch mittels „Briefe und Unbare“ sowie durch die Tatsache belegen, dass jeweils der Güttinger Ammann und Förster durch den Vogt des Bischofs gewählt und entlöhnt wurde. Allerdings beinhaltete das gefällte Urteil des Landvogts Schicker in Frauenfeld einen Vorbehalt dahingehend, dass für die Nutzung des Waldes die nötige Schonung gefordert wurde.
Erst 1771 überliess Bischof Maximilian Christoph von Rodt die Waldung der Gemeinde Güttingen, damit sich die Gemeinde selbst mit Holz versorgen konnte. Für einen nachhaltigen Umgang mit dem Holz schrieb er zudem noch 16 Gebote, welche die langfristige Existenz des Waldes sichern sollten. Dabei wurde unter anderem gefordert, dass der Wald einen Förster brauche, damit dieser nicht veröde. Ebenfalls durfte der Güttinger Wald nie zerteilt werden.

## Freizeitattraktionen
Der Güttinger Wald ist vor allem im Sommer ein beliebter Erholungsort in der Region. Die Hauptattraktion ist der Eichenweg, der sich über fünf Kilometer durch den Güttinger Wald erstreckt. Mit acht Orientierungstafeln findet der Besucher detaillierte Informationen über den Güttinger Wald. Eine Besonderheit ist die sogenannte Vierereiche. Es handelt sich dabei um einen Baum, der aus vier zusammengewachsenen Eichen entstanden ist.
Zudem bieten vier im Wald verteilte Feuerstellen die Gelegenheit zum Verweilen.

## Flora und Fauna
Aufgrund eines nassen und basischen Bodens wachsen im Güttinger Wald viele Edellaubhölzer. Besonders zu erwähnen ist, dass im Güttinger Wald viele Eichen wachsen. Rund ein Sechstel der gesamten Waldfläche ist Eichenwald, obwohl die Standorteigenschaften nicht denen der Eiche entsprechen. Dies liegt daran, dass die Eichen anthropogen gezüchtet und geschützt werden.
Aufgrund des hohen Eichenanteiles gibt es im Güttinger Wald eine aussergewöhnlich hohe Rate an Mittelspechten. Denn die grobborken Bäume bieten den idealen Lebensraum für die Mittelspechte. 2015 wurden im gesamten Güttinger Wald 36 Mittelspechte gezählt; mit 3,71 Mittelspechten pro 10 ha hat der Güttinger Wald die grösste Mittelspechtkonzentration der Schweiz.
Ansonsten trifft man oft auf schweizweit verbreitete Tierarten wie zum Beispiel Rehe, Füchse, Wildschweine, Dachse, Baummarder, Igel, Insekten und Amphibien.